# 莊澈
莊澈（1432年—？），字瑩中，應天府江寧縣人，明朝政治人物。進士出身。

## 生平
應天府鄉試第三十一名。天順元年（1457年）丁丑科會試第一百六十名，殿試登進士第三甲第三十二名。

## 家族
曾祖莊震。祖父莊公諒，贈主事。父亲莊鑑，曾任戶部主事。